# Taonmarisi
Taonmarisi is een bestuurslaag in het regentschap Toba Samosir van de provincie Noord-Sumatra, Indonesië. Taonmarisi telt 406 inwoners (volkstelling 2010).